# 전 도선국사 직인통
전 도선국사 직인통(傳 道詵國師 職印筒)은 대한민국 전라남도 순천시 승주읍 선암사에 있는, 통일신라 후기 도선국사가 사용했다고 전해지는 이 3개의 직인통이다. 1972년 1월 29일 전라남도의 유형문화재 제21호로 지정되었다.

## 개요
통일신라 후기 도선국사가 사용했다고 전해지는 이 3개의 직인통은 뚜껑이 있으며, 2개는 원통형이고 1개는 8각형으로 되어 있다.
뚜껑에는 꼭지가 달려있고, 앞면에는 철제장식을 세로로 길게 달아 자물쇠를 부착하였다. 양옆에는 고리를 상·하로 두 개씩 달았으며, 몸통 아래와 중앙의 개폐 부분은 철제로 띠를 돌려 단단하게 하였다. 윗부분에도 통이 벌어지지 않도록 철제를 부착하여 장식하였다.
실제 이 작품이 만들어진 시기는 기법이나 각종 철제장식으로 보아, 도선국사 생존연대(827∼898)로 보기는 어렵고, 그 후인 고려 후기에 만들어진 것으로 추측된다.

## 참고 자료
- 전도선국사직인통 - 국가유산청 국가유산포털